# Liste des provéditeurs-généraux de Dalmatie
 (juillet 2024).
Si vous disposez d'ouvrages ou d'articles de référence ou si vous connaissez des sites web de qualité traitant du thème abordé ici, merci de compléter l'article en donnant les références utiles à sa vérifiabilité et en les liant à la section « Notes et références ».
La Dalmatie est gouvernée, sous le règne vénitien (1409-1797), par des provéditeurs-généraux ou gouverneurs-généraux (Governatori Generali / Provveditori Generali della Dalmazia ):

## Provéditeurs-généraux
- 1409-1601:…
- c.1601: Pasqualigo
- -1696:…
- 1696-1702: Sebastiano Mocenigo
- 1702-1705: Marino Zane
- 1705-1708: Justino da Riva
- 1708-1711: Vincenzo Vendramin
- 1711-1714: Carlo Pizzani
- 1717-1720: Sebastiano Mocenigo
- 1721-1723: Marco Antonio Diedo
- 1723-1726: Nicolo Erizzo
- 1726-1729: Pietro Vendramin
- 1729-1732: Sebastiano Vendramin
- 1732-1735: Zorzi Grimani
- 1735-1738: Daniele Dolfin
- 1738-1741: Marin Antonio Cavali
- 1741-1744: Girolamo Querini
- 1744-1745: Giacomo Baldu (ff.)
- 1745-    : Paolo Baldu (ff.)
- 1745-1747: Giacomo Boldù (ff.)
- 1747-1750:….
- 1750-1753: Girolamo Baldu
- 1753-1756: Francesco Grimani
- 1756-1759: Contarini
- 1759-1762: Francesco Diedo
- 1763-1765: Pietro Michieli
- 1766-1768: Antonio Renier
- 1769-1771: Domenico Condulmer
- 1772-1774: Giacomo da Riva
- 1775-1777: Giacomo Gradenigo
- 1778-1780: Alvise Foscari
- 1781-1783: Paolo Baldu
- 1784-1786: Francesco Faliero
- 1787-1789: Angelo Memo
- 1790-1792: Angelo Diedo
- 1793-1795: Alvizzo Marin
- 1795-1797: Andrea Maria Querini